# 1280 almas (novela)
1280 almas (Pop. 1280) es una novela negra de Jim Thompson publicada en 1964. Una de las más célebres del autor, su título hace referencia al número de habitantes del pueblo donde transcurre la acción.
En Francia, fue la novela elegida por la editorial Gallimard para publicar el número 1000 en su prestigiosa Série Noire con el título 1275 âmes (1966).

## Argumento
Nick Corey es el sheriff de Potts County, un pequeño pueblo de un estado sureño de Estados Unidos. De apariencia inofensiva y actitud holgazana, Nick esconde una inteligencia aguda que le ayuda a pergeñar sin descanso planes que le permitan ser reelegido frente a un contrincante sin trapos sucios y con principios, una vida privada en la que tiene relaciones con tres mujeres muy distintas, y un entorno racista, clasista, puritano e hipócrita. Sin embargo, cuando decide tomar atajos, la violencia no será un simple instrumento, sino una extensión de una manera de pensar y de sentir que considera inevitable en el entorno en el que le ha tocado vivir, revelándose como un psicópata muy alejado del tipo simple y anodino que pretende ser. Tampoco dudará en dejar que otros, inocentes o culpables de otros crímenes, carguen con las muertes que sus enmarañados manejos van dejando por el camino.

## Adaptaciones
1280 almas fue llevada al cine en 1981 por Bertrand Tavernier con el título Coup de torchon, si bien la acción se trasladó de Estados Unidos al oeste del África colonial francesa.